# Aliquippa, Pennsylvania
Aliquippa là một thành phố thuộc quận Beaver, tiểu bang Pennsylvania, Hoa Kỳ. Năm 2010, dân số của xã này là 9438 người.